# 22517 Alexzanardi
22517 Alexzanardi è un asteroide della fascia principale. Scoperto nel 1998, presenta un'orbita caratterizzata da un semiasse maggiore pari a 2,3501427 au e da un'eccentricità di 0,0755393, inclinata di 6,42277° rispetto all'eclittica.